# Leptasteron
Leptasteron là một chi nhện trong họ Zodariidae.

## Các loài
Các loài trong chi này gồm:
- Leptasteron platyconductor Baehr & Jocqué, 2001 *
- Leptasteron vexillum Baehr & Jocqué, 2001